# Брюер Філліпс
Брюер Філліпс (англ. Brewer Phillips; 16 листопада 1924, Койла, Міссісіпі, США — серпень 1999, Чикаго, Іллінойс, США) — американський блюзовий гітарист, один з найкращих сайдменів в історії чиказького блюзу.Відомий як учасник гурту Хаунд-Дога Тейлора Hound Dog Taylor and the Houserockers.

## Дискографія

### Студійні альбоми
- 1996 Homebrew (Delmark)
- 2008 Well Alright (Black Rose)

### Збірки
- 1995 Good Houserockin' (Wolf)